# DHF's Landspokalturnering 2007/08
DHF´s landspokalturnering i 2008 var den 45. udgave af DHF's Landspokalturnering.

## Mænd

### 1/8-finaler
Otte hold fra Jylland og otte hold fra Østdanmark (inkl. Fyn) havde kvalificeret sig til 1/8-finalerne.
| Dato     | Hjemmehold            | Udehold                | Resultat |
| -------- | --------------------- | ---------------------- | -------- |
| 22.08.08 | HC Midtjylland        | Næstved/Herlufsholm    | 36-16    |
| 02.09.08 | IF Stadion            | Team Tvis Holstebro    | 18-41    |
| 03.09.08 | Skanderborg Håndbold  | FCK Håndbold           | 22-35    |
| 06.09.08 | TMS, Ringsted         | AaB Håndbold           | 17-28    |
| 06.09.08 | Bjerringbro-Silkeborg | Nordsjællands Håndbold | 31-26    |
| 06.09.08 | Albertlund/Glostrup   | GOG Svendborg TGI      | 24-32    |
| 09.09.08 | Ajax København        | Skjern Håndbold        | 26-31    |
| 09.09.08 | Lemvig Håndbold       | Fredericia HK 1990     | 29-34    |

### 1/4-finaler
Her deltog de otte vinderhold fra 1/8-finalerne
| Dato     | Hjemmehold            | Udehold             | Resultat |
| -------- | --------------------- | ------------------- | -------- |
| 18.10.08 | HC Midtjylland        | Fredericia HK 1990  | 29-27    |
| 20.10.08 | AaB Håndbold          | Team Tvis Holstebro | 28-31    |
| 22.10.08 | Bjerringbro Silkeborg | FCK Håndbold        | 41-27    |
| 22.10.08 | Skjern Håndbold       | GOG Svendborg TGI   | 25-28    |

### Semifinaler
Her deltog de fire vinderhold fra kvartfinalerne
| Dato     | Hjemmehold            | Udehold           | Resultat |
| -------- | --------------------- | ----------------- | -------- |
| 06.12.08 | Team Tvis Holstebro   | HC Midtjylland    | 36-32    |
| 06.12.08 | Bjerringbro Silkeborg | GOG Svendborg TGI | 32-25    |

### Finale
Her deltog de to vinderhold fra semifinalerne. Finalen blev spillet i NRGi Arena i Århus.
| Dato     | Hjemmehold          | Udehold           | Resultat |
| -------- | ------------------- | ----------------- | -------- |
| 27.12.08 | Team Tvis Holstebro | GOG Svendborg TGI | 31-25    |

## Kvinder

### 1/8-finaler
Otte hold fra Jylland og otte hold fra Østdanmark (inkl. Fyn) havde kvalificeret sig til 1/8-finalerne.
| Dato     | Hjemmehold        | Udehold                   | Resultat |
| -------- | ----------------- | ------------------------- | -------- |
| 29.08.08 | Team Esbjerg      | FCK Håndbold              | 25-22    |
| 05.09.08 | Otterup HK        | Randers HK                | 15-43    |
| 06.09.08 | Glostrup Håndbold | Ishøj-Vallensbæk Håndbold | 24-29    |
| 07.09.08 | GOG               | Odense HF                 | 35-19    |
| 07.09.08 | Slagelse FH       | Team Tvis Holstebro       | 20-24    |
| 07.09.08 | KIF Vejen         | Horsens HK                | 25-17    |
| 07.09.08 | Viborg HK         | Aalborg DH                | 31-26    |
| 07.09.08 | Ringsted-Roskilde | Ikast/Brande EH           | 16-32    |

### 1/4-finaler
Her deltog de otte vinderhold fra 1/8-finalerne
| Dato     | Hjemmehold                | Udehold             | Resultat |
| -------- | ------------------------- | ------------------- | -------- |
| 23.09.08 | KIF Vejen                 | Team Tvis Holstebro | 27-23    |
| 24.09.08 | Ikast/Brande EH           | GOG                 | 35-18    |
| 24.09.08 | Viborg HK                 | Team Esbjerg        | 39-24    |
| 24.09.08 | Ishøj-Vallensbæk Håndbold | Randers HK          | 22-37    |

### Semifinaler
Her deltog de fire vinderhold fra kvartfinalerne
| Dato     | Hjemmehold      | Udehold    | Resultat |
| -------- | --------------- | ---------- | -------- |
| 25.10.08 | Viborg HK       | Randers HK | 39-30    |
| 25.10.08 | Ikast/Brande EH | KIF Vejen  | 24-25    |

### Finale
Her deltog de to vinderhold fra semifinalerne. Finalen blev spillet i NRGi Arena i Århus.
| Dato     | Hjemmehold | Udehold   | Resultat |
| -------- | ---------- | --------- | -------- |
| 27.12.08 | KIF Vejen  | Viborg HK | 23-32    |